# 彼女に首ったけ!
『彼女に首ったけ!』（かのじょにくびったけ、原題：Ben Banks、別題：Beauty and the Least: The Misadventures of Ben Banks）は、2012年のアメリカ合衆国の青春映画。英語のタイトルとして『Beauty and the Least』の表記が使われることもある。ディクシー・ステート・カレッジ・オブ・ユタ（現在のディクシー州立大学）でコミュニケーション学を専攻していた学生ベン・バンクスの実体験をもとに、ブライス・クラーク監督がフィクションを交えて脚本を執筆、ベン・バンクス本人が自分をモデルとした主人公「ベン・バンクス」を演じている。
初の一般公開は劇場での上映ではなく、2012年9月19日のスウェーデンでのDVD発売であり、本国アメリカでは2012年12月7日に一部の劇場で限定上映された。日本では劇場未公開だが、2013年6月30日にWOWOWで『恋愛白書 僕が大人になれたワケ』のタイトルで放送された後、2013年8月2日に『彼女に首ったけ!』のタイトルでDVDが発売されている。

## ストーリー
ユタ州の田舎町で地元のカレッジに通う気ままな大学生ベン・バンクスが、地元の名士の不正事件やポルノに出演した過去を悔やむ女性との恋などを通じて「大人」に成長する姿を描く。

## キャスト
- ベン・バンクス: ベン・バンクス - 大学新聞の記者。卒業単位取得のために記事を執筆。
- エイミー: ミーシャ・バートン - カフェの店員。ベンと惹かれ合う。
- グレン・アンバース: デヴィッド・サリヴァン（英語版） - トレーラー販売会社社長。地元の名士。
- グレッグ・ティモンズ: マイケル・ホバート（英語版） - グレンの部下。
- フラン・バンクス: キム・ハフマン（英語版） - ベンの母親。
- メアリー・アンドリュース: メロラ・ハーディン - 元有名ポルノ女優。

## 製作
撮影はディクシー・ステート・カレッジ・オブ・ユタ（DSC）のあるユタ州セントジョージで行なわれ、DSCの教職員も出演している。なお、ブライス・クラーク監督はDSCの卒業生である。本作の制作は、クラークがCM撮影の現場に照明・装置係で加わっていたベン・バンクスと知り合ったことに始まる。その後、バンクスをモデルにしたキャラクターでストーリーを考え始めたクラークは、脚本を執筆するにあたり、バンクスの周囲の人々からバンクスについて様々なエピソードを聞いている。